# Раевский, Борис Николаевич
Бори́с Никола́евич Рае́вский (нем. Boris Rajewsky; 17 июля 1893, Чигирин — 22 ноября 1974,  Франкфурт-на-Майне) — немецкий биофизик русского происхождения.

## Биография
До 1920 года — старший ассистент в Киевском университете. Эмигрировал. В 1927 году принял гражданство Германии.
В 1929 году присвоено учёное звание доцента. Получил степень доктора по биофизике во Франкфуртском университете, работал профессором биофизики. Директор Института биофизики Общества кайзера Вильгельма по развитию науки во Франкфурте-на-Майне (1937—1966).
В 1937 году вступил в НСДАП, с 1939 года — член Национал-социалистического союза немецких доцентов.
Отец цитолога и исследователя рака Манфреда Фёдора Раевского (1934–2013), иммунолога Клауса Раевского (род. 1936) и социолога Ксении Юлии Марии Раевской (1939–2011).

## Научная деятельность
Работал в области радиологии, радиобиологии, биофизики высоких частот и сверхзвука. Первым ввёл в оборот термин "биофизика".

## Память
- Именем Б. Раевского назван Биофизический институт в Саарбрюкене.
- Медаль имени Бориса Раевского[4]. Учреждена Европейской Ассоциацией Радиологов, основателем которой он являлся.